# Вулиця Чумацька (Черкаси)
Вулиця Чума́цька — одна з вулиць у місті Черкаси. Знаходиться у мікрорайоні Дахнівка.

## Розташування
Вулиця коротка і простягається від вулиці Спиридона Кириченка на північний схід до вулиці 38-ї Армії.

## Опис
Вулиця неширока та асфальтована, забудована приватними будинками.

## Історія
Від початку існував провулок Клубний і мав таку назву, тому що виходив до сільського клубу. Потім вже вулиця Піонерська мала назву на честь піонерського руху у СРСР, а після приєднання села Дахнівка до міста Черкаси з 1983 року мала назву на честь українського радянського діяча Михайла Гречухи. 22 лютого 2016 року в процесі декомунізації вулиця була перейменована на честь чумацтва.